# Stephen Gawthorpe
Stephen Gawthorpe (ur. 4 lipca 1958 w Barnsley) – brytyjski judoka. Olimpijczyk z Los Angeles 1984, gdzie zajął piąte miejsce w wadze półlekkiej.
Brązowy medalista mistrzostw świata w 1985; uczestnik zawodów w 1987. Brązowy medalista mistrzostw Europy w 1984 i w drużynie w 1985 roku. 

## Letnie Igrzyska Olimpijskie 1984
| Konkurencja | Eliminacje       | Eliminacje                 | Repasaże             | Repasaże                   | Finały                 | Klas. końcowa |
| Konkurencja | Przeciwnik I     | 1/4                        | Przeciwnik I         | Przeciwnik II              | o 3 miejsce            | Miejsce       |
| ----------- | ---------------- | -------------------------- | -------------------- | -------------------------- | ---------------------- | ------------- |
| 65 kg       | Rui Rosa (POR) Z | Yoshiyuki Matsuoka (JPN) P | Philip Laats (BEL) Z | Constantin Niculae (ROU) Z | Marc Alexandre (FRA) P | 5.            |